# Кандійо (Нью-Мексико)
Кандійо (англ. Cundiyo) — переписна місцевість (CDP) в США, в окрузі Санта-Фе штату Нью-Мексико. Населення — 144 особи (2020).

## Географія
Кандійо розташоване за координатами 35°57′23″ пн. ш. 105°53′49″ зх. д. / 35.95639° пн. ш. 105.89694° зх. д. (35.956310, -105.896985).  За даними Бюро перепису населення США в 2010 році переписна місцевість мала площу 1,26 км², уся площа — суходіл.

## Демографія
Згідно з переписом 2010 року, у переписній місцевості мешкали 72 особи в 35 домогосподарствах у складі 22 родин. Густота населення становила 57 осіб/км².  Було 40 помешкань (32/км²).
Расовий склад населення:
| - 50,0 % — білих - 2,8 % — вихідців з тихоокеанських островів - 43,1 % — осіб інших рас |

До двох чи більше рас належало 4,2 %. Частка іспаномовних становила 90,3 % від усіх жителів.
За віковим діапазоном населення розподілялося таким чином: 16,7 % — особи молодші 18 років, 59,7 % — особи у віці 18—64 років, 23,6 % — особи у віці 65 років та старші. Медіана віку мешканця становила 49,0 року. На 100 осіб жіночої статі у переписній місцевості припадало 132,3 чоловіків;  на 100 жінок у віці від 18 років та старших — 130,8 чоловіків також старших 18 років.
Цивільне працевлаштоване населення становило 8 осіб. Основні галузі зайнятості: будівництво — 100,0 %.